# Isabel Gómez Acebo
Isabel Gómez-Acebo y Duque de Estrada (1940) es una importante politóloga y teóloga feminista del panorama español del siglo XX y XXI.

## Biografía
Isabel Gómez-Acebo, mujer de familia aristocrática,  hija de los marqueses Deleitosa, nació en Madrid en el año 1940, contrajo matrimonio a una temprana edad y es madre de 6 hijos, lo que ralentizó el desarrollo de su licenciatura en Ciencias Políticas por la Universidad Complutense de Madrid. Una vez que sus hijos fueron creciendo como ella misma afirma, pudo retomar los estudios y licenciarse. Su espíritu inquieto la llevó a continuar con su carrera profesional, en un principio en Derecho, aunque como anecdóticamente cuenta, un anuncio de Teología le hizo recapacitar e iniciarse en el estudio de esta, desde un enfoque feminista, al cual ha dedicado buena parte de su vida, y aunque jubilada en la actualidad, aun escribe y publica.

## Vida académica
Licenciada en ciencia políticas por la Universidad Complutense de Madrid, su inicio en el mundo académico viene marcado por el profundo machismo. El propio decano de la facultad de Teología de Comillas le negó la posibilidad de ser teóloga cuando esta quiso iniciar los estudios en dicha rama, como consecuencia derivada de su situación familiar (madre de 6 hijos). Pese a esta primera barrera consiguió licenciarse en Teología por la Universidad de Comillas, donde continuó impartiendo clases hasta su jubilación.
De igual modo, Isabel Gómez-Acebo forma parte activa de diferentes organizaciones y entidades. En la actualidad es miembro del consejo asesor del campus de la Universidad de San Luis (Missouri) en la capital española. Es miembro fundadora de la Asociación de Teólogas Españolas (ATE), cuyo epicentro se encuentra en el debate de temas teológicos abordados desde la perspectiva de género. Es miembro del comité científico llamado Effetà, cuya vocación es la de realizar cursos de teología feminista en la red. También es miembro activo de la Asociación europea de Mujeres para la investigación Teológica (ESSWRT, por sus siglas en inglés). 
Ha participado en numerosos congresos, tanto nacionales como internacionales, conferencias, simposios y contribuciones a revistas científicas. Sus numerosas obras han sido de igual modo traducidas a diferentes lenguas.
El 8 de marzo de 2018 recibió el doctorado Honoris Causa (Saint Louis University) por su larga trayectoria académica consagrada al estudio.

## Teología y feminismo
Su inicio en el ámbito teológico estuvo marcado desde un primer momento por la consciencia de la necesidad de aportar una perspectiva de género a dicha disciplina:
"Yo empecé a estudiar teología sin ser muy feminista, pero a lo largo de la carrera me di cuenta de que la teología se había utilizado para, en nombre de Dios fundamentar la subordinación femenina".
Tuvo una temprana consciencia de que la teología tradicional, formulada por hombres, había utilizado la figura de Dios para fundamentar y consolidar la subordinación femenina. Sus numerosos estudios y obras defienden la importancia de la figura de la mujer en la consolidación de las primeras comunidades cristianas, donde no existiría una tan constatada desigualdad. 
Defiende que de las crónicas y del Nuevo Evangelio se puede extraer como Jesús se dirigía como iguales a las mujeres, sin la distinción que caracterizaría a la Iglesia desde poco tiempo después. 
Por otro lado, replantea la figura de la mujer más importante de la Iglesia Católica, María, la cual según Gómez Acebo el imaginario colectivo coloca junto a la posición de masculinidad de Dios siendo la contraposición. Esta imagen de mujer vendría a ser el reflejo de la sociedad patriarcal judía del siglo I, cuyos caracteres de perfección serían los de mujer dedicada al hogar y a la crianza de sus hijos, pura y virginal hasta el matrimonio, obediente, subordinada y siempre relegada a una segunda posición con respecto su marido.
Aboga por un nuevo enfoque teológico, feminista, que centre la mirada en los problemas relacionados con la mujer y la religión hasta el momento ignorados, y con buscar respuestas desde una perspectiva de género. 

## Feminismo e Iglesia
Su principal lucha dentro de la institución católica viene marcada por la defensa de la necesidad del papel de la mujer en las posiciones de poder eclesiástico.  Defiende una nueva Iglesia, en la que la ética del cuidado que habría impregnado la historia de la mujer a lo largo de los siglos –como consecuencia del poder heteropatriarcal que las relegaba de las posiciones de poder y toma de decisiones– haría de esta una ecclesia mucho más caritativa y consciente de los problemas mundanos.
"Hoy algunos sacerdotes y obispos, y en muchos foros eclesiásticos, se escucha la necesidad de ordenar mujeres, algo impensable hace unas décadas. La Iglesia no ha dado ningún paso. En el último sínodo, celebrado en octubre, se habló de la necesidad de admitir mujeres al ministerio de lector; pero luego no se ha hecho nada por el miedo a que un ministerio venga seguido de otros. Lo que sí ha crecido mucho es el movimiento de mujeres.".
Isabel Gómez Acebo es una acérrima denunciante del carácter misógino crónico que posee la estructura que sostiene a la Iglesia y de su papel como baluarte de la sociedad patriarcal.Relegadas a actividades subordinadas a los hombres y encargadas de menesteres domésticos como la cocina y la limpieza. También denuncia las numerosas violaciones que las monjas sufren en la India y África de manos de los propios sacerdotes.

## Obras monográficas principales
- Diez mujeres oran ante un cuadro, Desclée De Brouwer, 1998.
- María mujer mediterránea, Desclée De Brouwer, 1999.
- Del cosmos a Dios: orar con los elementos, Desclée De Brouwer, 1999.
- Mujeres y ¿Sectas? Ayer y hoy, Desclée De Brouwer, 2000.
- Así vemos a Dios, Desclée De Brouwer, 2001.
- Relectura del Éxodo, Desclée De Brouwer, 2006.
- María Magdalena.  De apóstol, a prostituta y amante, Desclée De Brouwer, 2007.
- Lucas, editorial verbo divino, 2008.

## Distinciones
- doctorado Honoris Causa (2018)